# West Adelaide Bearcats
Die West Adelaide Bearcats waren eine professionelle Basketball-Mannschaft der australasischen National Basketball League (NBL) aus der im australischen Bundesstaat South Australia gelegenen Stadt Adelaide. Das Team gründete sich 1957 und nahm bis 1979 an der halbprofessionellen South Austalia State League teil. Anschließend professionalisierte sich das Team und nahm bis 1984 an der neu gegründeten NBL teil. Nach dieser Saison kehrte es wiederin die South Austalia State League, seit 2019 umbenannt in NBL1 Central, zurück.

## Erfolge

### NBL
- NBL-Meister (1): 1982
- Playoff-Teilnahmen (4): 1980, 1981, 1982, 1983
- Final-Teilnahmen (3): 1980, 1982, 1983

### State League/NBL 1 Central
- Meister/Männer (16): 1967, 1968, 1970, 1971, 1972, 1975, 1978, 1979, 1980, 1981, 1982, 1988, 1994, 1996, 2017, 2023
- Meister/Frauen (8): 1968, 1980, 1983, 1987, 1992, 1993, 2007, 2022

## Saisonbilanzen in der NBL
- Meister der NBL
- Vizemeister der NBL

| Saison | Platz | Spiele | Siege | Niederlagen | Siegquote in % | PlayOffs                    |
| ------ | ----- | ------ | ----- | ----------- | -------------- | --------------------------- |
| 1979   | 4     | 18     | 12    | 6           | 66,7           | nicht qualifiziert          |
| 1980   | 2     | 22     | 17    | 5           | 77,3           | im Finale verloren          |
| 1981   | 3     | 22     | 13    | 9           | 59,1           | im Halbfinale ausgeschieden |
| 1982   | 1     | 26     | 21    | 5           | 80,8           | im Finale gewonnen          |
| 1983   | 2     | 22     | 17    | 5           | 77,3           | im Finale verloren          |
| 1984   | 6     | 24     | 11    | 13          | 45,8           | nicht qualifiziert          |

## Trainerhistorie in der NBL
- Ken Richardson: 1979–1982
- Ken Cole: 1983–1984